# Abdur Rahman Biswas
Abdur Rahman Biswas (ur. 1926, zm. 3 listopada 2017 w Dhace) – banglijski polityk, w latach 1991–1996 prezydent Bangladeszu.

## Życiorys
Urodził się w 1926 roku.
W czasie kiedy obecny Bangladesz, pod nazwą Pakistan Wschodni, był częścią Pakistanu zasiadał w lokalnym parlamencie w latach 1962–1969.
Swoją karierę polityczną związał z Nacjonalistyczną Partią Bangladeszu. W niepodległym Bangladeszu po raz pierwszy został wybrany posłem w 1979. W latach 1979–1980 był ministrem ds. juty, zaś w latach 1981–1982 ministrem zdrowia. W 1991 ponownie został parlamentarzystą, a w kwietniu tego roku został przewodniczącym parlamentu.
10 października 1991 objął urząd Prezydenta Bangladeszu, zastępując na stanowisku Shahabuddina Ahmeda, bezpartyjnego tymczasowego prezydenta. Obowiązki pełnił do 9 października 1996, kiedy nowym prezydentem został ponownie Shahabuddin Ahmed.
Zmarł 3 listopada 2017 w Dhace.

## Życie prywatne
Miał pięciu synów i dwie córki.